# 罗斯韦尔·加斯特
罗斯韦尔·加斯特（英語：Roswell "Bob" Garst，1898年6月13日—1977年11月4日），是美国农场主，1930年他研发了杂交玉米，提高玉米的产量。1959年苏联领导人尼基塔·谢尔盖耶维奇·赫鲁晓夫访问美国，专程访问了爱荷华州昆拉皮兹他的生产基地。